# Frontera entre Djibouti i Eritrea
La frontera entre Djibouti i Eritrea és una línia sinuosa que separa el nord de Djibouti d'Eritrea. S'estén aproximadament 90 quilòmetres entre el "ras" Douméra sobre el Mar Roig i el trifini entre Etiòpia, Eritrea i Djibouti a la part superior del Mousa Ali.

## Delimitació
El punt litoral fixat entre França i Itàlia en 1891 a Douméra va ser confirmat per un protocol signat a Roma el 24 de gener de 1900 entre el ministre d'Afers Exteriors italià Emilio Visconti Venosta i l'ambaixador francès Camille Barrère. Proporciona una línia entre Doumera i un punt a determinar situat a seixanta quilòmetres de la costa.
Una delimitació sobre el terreny al febrer-març de 1901 establí aquest límit occidental a Dadda'to el 7 de març. L'acord de delimitació final es va signar a Roma el 10 de juliol de 1901 per Giulio Prinetti i Camille Barrère. Aquesta part de la frontera mai no ha estat eliminada.
El 1949 Gran Bretanya, que va administrar l'Eritrea conquistada a Itàlia, no va enviar cap delegat a una reunió organitzada per a la fixació del trifini al seu punt nord, coneguda com a «Adgueno-Garci». Es manté indeterminat. La part occidental d'aquesta frontera es delimitada i reduïda el 1954-1955, al final de la definició de la frontera entre Djibouti i Etiòpia, entre la muntanya Mousa Ali i Gouagouya.
Durant les negociacions de la frontera franco-etíope de 1954-1955, Etiòpia es nega a redissenyar la part oriental de Gouagouya, considerant que pertanyia a Eritrea i, per tant, el trifini es troba a Gouagouya o Dada'to. Aquesta és la posició que encara defensava a principis dels anys 2000, sense ser seguida per la Cort Internacional d'Arbitratge encarregada de definir la frontera entre Etiòpia i Eritrea l'any 2002. Aquesta última tindrà en compte la modificació, en la dècada de 1960, del que era llavors una frontera interior entre Etiòpia i Eritrea i va situar el seu límit meridional al cim del Mousa Ali. Entre Gouagouya i Dadda'to (3 quilòmetres), se sap que la frontera segueix el tàlveg del riu.

## Traçat
La part delimitada d'aquesta frontera segueix el traçat següent (límits 90 a 100): al cim de la muntanya Mousa Ali, els punts Adguéno Garci, Dalhi-Koma, Gouagouya (límit 100, final de la demarcació). Després la frontera passa pel tàlveg de Wei'ima, Bissidiro, línia recta cap a Ras Doumera, línia de divisió de les aigües del promontori prolongat dins el Mar Roig.

## Evolució
Aquest límit divideix l'espai polític del sultanat precolonial de Rehayto. S'han produït diversos intents d'unificació. Djibouti i Eritrea s'han enfrontat diverses vegades a la regió fronterera al voltant de Doumera, l'última vegada el 2008.